# Atletika na Letních olympijských hrách 1956 – 200 metrů muži
 Běh na 200 metrů mužů na Letních olympijských hrách 1956 se uskutečnil ve dnech 26. a 27. listopadu v Melbourne. 

## Výsledky finálového běhu
| *                | jméno                    | země                   | čas   |
| ---------------- | ------------------------ | ---------------------- | ----- |
| Zlatá medaile    | Bobby Morrow             | Spojené státy americké | 20,75 |
| Stříbrná medaile | Andy Stanfield           | Spojené státy americké | 20,97 |
| Bronzová medaile | Thane Baker              | Spojené státy americké | 21,05 |
| 4                | Michael Agostini         | Trinidad a Tobago      | 21,35 |
| 5                | Boris Tokarev            | Sovětský svaz          | 21,42 |
| 6                | Jose Telles da Conceicao | Brazílie               | 21,56 |